# Piłka siatkowa na Światowych Wojskowych Igrzyskach Sportowych 1995
Piłka siatkowa na 1. Światowych Wojskowych Igrzyskach Sportowych – zawody w siatkówce zorganizowane dla sportowców-żołnierzy przez Międzynarodową Radę Sportu Wojskowego (CISM), które odbywały się we włoskim Rzymie w dniach 7–14 września 1995 roku podczas światowych igrzysk wojskowych.

## Harmonogram
| Wrzesień 1995  | 7 Cz | 8 Pt | 9 Sb | 10 Nd | 11 Pn | 12 Wt | 13 Śr | 14 Cz | 15 Pt |
| -------------- | ---- | ---- | ---- | ----- | ----- | ----- | ----- | ----- | ----- |
| Piłka siatkowa |      |      |      |       |       | 1     |       | 1     |       |

Legenda
|  | Eliminacje |  | Finały (ilość) |

## Uczestnicy
W turnieju brało udział 18 drużyn; 12 drużyn męskich oraz 6 żeńskich, (łącznie 13 reprezentacji narodowych).

### Reprezentacje mężczyzn
- Belgia
- Bułgaria
- Chiny
- Holandia
- Francja
- Kamerun
- Kanada
- Korea Południowa
- Polska
- Rosja
- Stany Zjednoczone
- Włochy

### Reprezentacje kobiet
- Chiny
- Holandia
- Kanada
- Korea Północna
- Rosja
- Stany Zjednoczone

## Medaliści
| Konkurencja           | Złoto            | Srebro         | Brąz   |
| Mężczyźni (szczegóły) | Korea Południowa | Rosja          | Włochy |
| Kobiety (szczegóły)   | Rosja            | Korea Północna | Chiny  |

## Klasyfikacja medalowa
* Gospodarz zawodów został zaznaczony tym kolorem.
| 1                 | Rosja             | 1 | 1 | 0 | 2 |  |  |  |  |  |
| 2                 | Korea Południowa  | 1 | 0 | 0 | 1 |  |  |  |  |  |
| 3                 | Korea Północna    | 0 | 1 | 0 | 1 |  |  |  |  |  |
| 4                 | Chiny             | 0 | 0 | 1 | 1 |  |  |  |  |  |
| 4                 | Włochy *          | 0 | 0 | 1 | 1 |  |  |  |  |  |
| 4                 |                   |   |   |   |   |  |  |  |  |  |
| Ogółem (5 państw) | Ogółem (5 państw) | 2 | 2 | 2 | 6 |  |  |  |  |  |

Źródło: